# Lino Del Fra
Pasqualino Del Fra dit Lino Del Fra (né le 20 juin 1929 à Rome et mort le 20 juillet 1997) est un réalisateur et scénariste italien.

## Biographie
Son travail cinématographique a été marqué par la collaboration avec son épouse, la réalisatrice Cecilia Mangini.
En 1977, Lino Del Fra a remporté le Léopard d'or du Festival de Locarno pour le film Antonio Gramsci: i giorni del carcere.

## Filmographie

### Comme réalisateur
- 1962 : All'armi, siam fascisti
- 1963 : I misteri di Roma
- 1970 : La Tarte volante (La torta in cielo)
- 1977 : Antonio Gramsci: i giorni del carcere
- 1994 : Klon

### Comme scénariste
- 1962 : All'armi, siam fascisti
- 1973 : La Villégiature (La villaggiatura) de Marco Leto
- 1977 : Antonio Gramsci: i giorni del carcere